# Audan Inder
Der Audan Inder (kasachisch Индер ауданы Inder audany, russisch Индерский район Inderski rajon) ist ein Bezirk im Gebiet Atyrau in Kasachstan.

## Geografie
Der Audan Inder liegt im Westen Kasachstans im Gebiet Atyrau. Er grenzt im Norden an den Audan Aqschajyq und den Audan Schangaqala in Westkasachstan, im Osten an den Audan Qysylqogha und im Süden an den Audan Machambet. Im Osten grenzt er an den Audan Isatai.
Die Landschaft ist flach, der Bezirk liegt vollständig in der Kaspischen Senke und somit mehrere Meter unter dem Meeresspiegel. Durch den Audan Inder fließt der Fluss Ural, der die geografische Grenze zwischen Asien und Europa darstellt. Dadurch liegt der östliche Teil des Bezirks in Asien, der westliche Teil gehört zu Europa. Östlich des Ural liegt die Ryn-Wüste, eine Sandwüste mit zahlreichen Dünen. Auf der westlichen Seite des Flusses gibt es eine Steppenlandschaft mit Schwarzalkaliboden und teilweise salzhaltigen Böden. Im Norden des Bezirks an der Grenze zu Westkasachstan liegt der Indersee, ein abflussloser Salzsee; nördlich davon erheben sich die bis zu 150 Meter hohen Inderberge.

## Geschichte
Der Bezirk wurde 1928 als Rajon Jesbol als Teil des Okrug Gurjew gegründet. Bereits zwei Jahre später wurde er wieder aufgelöst als der Rajon Jesbol, der Rajon Nowobogat und der Rajon Jamanchala zum Rajon Gurjew zusammengeschlossen wurden. Dessen Zentrum war die Stadt Gurjew (heute Atyrau). Kurzzeitig war der Rajon Gurjew auch Teil der Region Westkasachstan. Am 31. August 1933 wurde er vom Rajon Gurjew getrennt und der Rajon Esbol wurde als Teil des Okrug Gurjew wiederhergestellt. Verwaltungszentrum wurde das Dorf Kulagino (heute Jesbol).
Am 15. Januar 1938 wurde die Oblast Gurjew gegründet und der Rajon Esbol wurde Bestandteil der Oblast. Am 2. Januar 1963 wurde durch Dekret des Präsidiums des Obersten Rates der Kasachischen SSR der Rajon Jesbol mit dem Rajon Baksai vereinigt. Ein Jahr später wurden die beiden Rajons wieder getrennt und der Rajon Jesbol unter dem Namen Rajon Inder wiederhergestellt; Zentrum des Bezirks wurde nun der Ort Inderbor.

## Bevölkerung
Bei der Volkszählung 1999 hatte der Audan Inder 29.032 Einwohner. Die Volkszählung 2009 ergab für den Bezirk eine Einwohnerzahl von 30.582. Bei der letzten Volkszählung 2021 lebten 32.502 Menschen im Audan Inder. Die Fortschreibung der Bevölkerungszahl ergab zum 1. Januar 2025 eine Einwohnerzahl von 32.623.
| Einwohnerentwicklung               | Einwohnerentwicklung | Einwohnerentwicklung | Einwohnerentwicklung | Einwohnerentwicklung | Einwohnerentwicklung | Einwohnerentwicklung | Einwohnerentwicklung |
| 1939                               | 1959                 | 1970                 | 1979                 | 1989                 | 1999                 | 2009                 | 2021                 |
| ---------------------------------- | -------------------- | -------------------- | -------------------- | -------------------- | -------------------- | -------------------- | -------------------- |
| 25.360                             | 15.077               | 22.395               | 22.299               | 27.571               | 29.032               | 30.582               | 32.502               |
| Anmerkung: Volkszählungsergebnisse |                      |                      |                      |                      |                      |                      |                      |

## Verwaltungsgliederung
Der Audan Inder ist in sieben ländliche Bezirke (kasachisch Ауылдық округ Auyldyq okrug; russisch Сельский округ Selski okrug) gegliedert (Stand: 2021).
| Ländlicher Kreis | Einwohner | Einwohner | Orte                                            |
| Ländlicher Kreis | 2009      | 2021      | Orte                                            |
| ---------------- | --------- | --------- | ----------------------------------------------- |
| Bödene           | 1.476     | 1.560     | Bödene                                          |
| Inderbor         | 12.915    | 15.664    | Inderbor                                        |
| Jeltai           | 3.269     | 3.186     | Aqqala, Jeltai                                  |
| Jesbol           | 4.808     | 4.426     | Jesbol, Yntymaq                                 |
| Köktoghai        | 2.418     | 2.465     | Köktoghai                                       |
| Örlik            | 2.741     | 2.505     | Örlik                                           |
| Scharsuat        | 2.837     | 2.696     | Aqtang, Ketebai, Qurylys, Qysylschar, Scharsuat |